# Javier Marías
Javier Marías Franco (Madrid, 1951. szeptember 20. – 2022. szeptember 11.) spanyol író, műfordító, publicista.

## Élete
Madridban született 1951. szeptember 20-án. Apja Julián Marías, filozófus, egyetemi tanár, előadott Oxfordban és a Yale Egyetemen is. A spanyol polgárháború alatt republikánus volt, bebörtönözték és megtiltották, hogy Spanyolországban tanítson, így hát az Amerikai Egyesült Államokban adott órákat.
Javier Marías életének első évei Massachusettsben teltek, egy házban laktak Jorge Guillén költővel és Vladimir Nabokovval. Jól beszél angolul és az angol irodalmat is behatóan ismeri. Fordítással is foglalkozott, angol nyelvről spanyolra, 1979-ben megkapta a spanyol Nemzeti Fordítási Díjat Sterne Tristram Shandy-je tolmácsolásáért. Ezt a szenvedélyét még tizenévesen elkezdte, amikor Drakula-forgatókönyveket fordított nagybátyjának, Jesús Franco rendezőnek. A Novísimos irodalmi körben kezdte bontogatni a szárnyait. Novellákat is írt, melynek főhősei századvégi középosztálybeli emberek. Az El País napilapban is publikált, amíg egy cikkét nem cenzúrázták. 2006-tól a Spanyol Királyi Akadémia tagja. Könyvei több országban is sikeresek, mint például Franciaországban, az Egyesült Királyságban, Németországban, Hollandiában, Olaszországban, Portugáliában, Ausztriában, Dániában. Műveit eddig 32 nyelvre fordították le és 44 országban adták ki.
Marías koronavírus-fertőzésben hunyt el, kilenc nappal a 71. születésnapja előtt.

## Főbb művei
- El hombre sentimental (1986)– ezzel alapozta meg írói pályáját. A történetet León, egy közismert katalán énekes meséli el, aki megosztja az emlékeit egy négy évvel azelőtti Otelló-előadásról.
- Todas las almas (1989) – Oxfordban töltött idejének tapasztalatai alapján
- Vidas escritas (1992) – A világirodalom néhány klasszikusának portréja, köztük Laurence Sterne-é, Joseph Conradé, Joyce-é, Conan Doyle-é, Robert Louis Stevensoné, Nabokové, Arthur Rimbaud-é, Henry Jamesé.

### Magyarul megjelent művei
- Corazón tan blanco (1992) – A szívem fehér (fordította Mester Yvonne, kiadta az Európa Könyvkiadó 1998-ban). Az 1992-es Frankfurti Könyvvásár kiemelkedő műve. Témái a rejtély s az azzal való együttélés, a házasság, a gyilkosság, a gyanú, a hallgatás és a felfedés és a fehér szívek, melyek egyre árnyaltabbak lesznek, miután megtudják azt, amit sohasem akartak tudni.
- Mañana en la batalla piensa en mí (1994) – Holnap a csatában gondolj rám. (Pávai Patak Márta fordításában, kiadta az Európa Könyvkiadó 2000-ben). Megkapta a nívós dél-amerikai Enrique Larreta-díjat. Egy nő története, aki vacsorára hív egy férfit, mialatt a férje házon kívül van. Mielőtt még bármi is történne köztük, a nő hirtelen rosszul lesz és meghal. Innen a történet már a férfi története. Döntenie kéne – mi legyen a holttesttel, az alvó kétéves gyermekkel, a férjjel – ám ő nem tud dönteni, és sodródik az árral. Megismeri a férjet, a nő apját, húgát, nem akar és nem keres semmit mégis talál: régi barátját Ruibérrizt, vagy éppen egy prostituáltat, akivel annak idején egy éjszakát együtt töltött.
- Los dominios del lobo (1970) – Farkasvilág. (fordította Benyhe János, megjelent a Magyar Könyvklub kiadásában 2000-ben). Ez Marías legelső novellája. Az Amerikai Egyesült Államokban játszódik, szereplői amerikaiak. Paródia és egyben tisztelgés Hollywood aranykorszaka előtt. Még csak 19 éves, mégis feltűnően érett mesélési technikát csillant meg.
- Cuando fui mortal (1998) – Amikor halandó voltam. Elbeszélések (fordította Kutasy Mercédesz, kiadta az Európa Könyvkiadó 2008-ban).
- A szívem fehér; ford. Mester Yvonne; 2. jav. kiad.; Libri, Budapest, 2012
- Beleszerelmesedések; ford. Mester Yvonne; Libri, Budapest, 2012
- Rossz kezdet; ford. Bakucz Dóra; Libri, Budapest, 2017
- Beleszerelmesedések; ford. Mester Yvonne; 2. jav. kiad.; Libri, Budapest, 2018
- Berta Isla; ford. Tomcsányi Zsuzsanna; Jelenkor, Budapest, 2019
- Tomás Nevinson; ford. Tomcsányi Zsuzsanna; Jelenkor, Budapest, 2023

## Díjak
- 1996 – Femina-díj, Franciaország, a legjobb külföldi regény kategóriában (Holnap a csatában gondolj rám)
- 1997 – Nemzetközi Irodalom-díj, a dublini Trinity College jóvoltából (A szívem fehér)
- 2000 – Ennio Flaiano-díj, Olaszország (El hombre sentimental)
- 2003 – Salambó-díj, az év regényéért (Tu rostro mañana)
- 2004 – Miguel Delibes Nemzeti Újságíró-díj